# 허타오
허타오(河套)는 중서부 내몽고의 지역으로 황하 중상류 유역의 평원, 고원 지구이다.
허타오(河套) 지역은 남쪽의 농경 민족이었던 한족과 흉노, 선비, 거란, 여진족, 몽골 등의 유목민족이 번갈아가며 영향력을 행사해온 지역이다. 이 곳의 역사는 한족과 유목민의 교차라기보다는 이 지역의 다른 민족들이 활동해온 역사이다.
주나라 동안 중부와 서부 내몽고 (허타오 지역과 그 주변)에는 누번(樓煩), 임호(林胡), 적(狄) 같은 유목민족들이 거주했다. 전국시대에 조(趙)나라의 조 무령왕(武靈王; 기원전 340 - 295)이 내몽고 지역에 대한 팽창정책을 추진했다. 무령왕은 현재 허베이 성에 있는 적(狄)의 중산국(中山國)을 격파했다. 이후 임호(林胡)와 누번(樓煩)을 무찌른 후 현재의 호흐호트 지역에 운중(雲中), 안문(雁門), 대(代) 등 3군을 설치했다. 조 무령왕은 장성을 허타오 지역을 가로질러 쌓았다.
이후 진시황은 화북과 장강 일대를 아우르는 첫 번째 통일 중국 제국을 세우면서 (기원전 221) 몽념(蒙恬)으로 하여 흉노를 치게한다. 또한 새로 장성을 쌓으면서 주의 장성을 편입한다. 진시황은 구원(九原)과 운중(云中)의 두 군을 내몽고 지역에 설치하고 3만호를 이주시켜 통치를 영구화하려 하지만 진이 몰락(기원전 206)한 후 이런 노력은 중단된다.
전한 시대동안 전한 무제가 위청(衛靑)을 보내 허타오지역을 흉노로부터 빼앗았다. (기원전 127년) 점령 후에는 흉노의 공격을 막기 위해 허타오 지역에 계속해서 정착촌을 건설하는 정책을 추진하였다. 그동안 삭방(朔方)과 오원(五原) 군을 설치했다. 이 시기에 내몽고 동부지역은 선비가 점령했다. 선비는 이후 흉노가 한에게 굴복한 후 이 지역에서 활발하게 활동하게 된다.
후한 시대(25-220)에는 흉노가 한에 굴복하여 허타오 지역에 정착하기 시작했고, 이주해 온 한족과 융합되기 시작하였다. 서진 시대에 허타오의 흉노의 대추장 유연(劉淵)이 한(漢)왕조(후에 趙로 개칭. 뒤의 석(石)씨가 세운 조와 구분하기 위해 前趙라고 구분함)를 이 지역에 열면서 오호십육국시대가 시작된다.
수와 당 시대는 중국이 다시 통일되어 있었고, 황제들은 이전의 정복자들과 마찬가지로 허타오지역을 점령하고 이 곳에 한족들을 정착시켜 나갔으나 당의 몰락과 함께 이러한 시도는 다시 중단된다